# Промежуточный ход
Промежу́точный ход — шахматный ход, непредусмотренный в основной идее форсированного варианта или комбинации. Промежуточный ход соперника может:
- нарушить предварительные расчёты,
- изменить планируемый ход событий на шахматной доске,
- повлиять на оценку форсированного варианта,
- вызвать опровержение комбинации.

Американский гроссмейстер Яссер Сейраван в своём учебнике показательно описывает типичный «зевок» промежуточного хода во время просчёта варианта игроком:

Представьте себе, что вы обдумываете, как начать ряд разменов, которые, как вы надеетесь, будут примерно таковы: «Я беру, он берёт, я беру, он берёт, а потом я выигрываю пешку». Звучит хорошо, не правда ли? Затем вы начинаете осуществлять свой замысел, и у вас получается что-то похожее на: «Я беру, он берёт, я беру, а он что — даёт мне шах? Отлично, нет проблем. Я просто уйду своим королём. Ой, ой! Теперь он берёт с шахом! Вот тебе и раз!»

## История
|   | a | b | c | d | e | f | g | h |   |
| - | --- | --- | --- | --- | --- | --- | --- | --- | - |
| 8 | a8 чёрная ладья · d8 чёрный ферзь · e8 чёрный король · h8 чёрная ладья · a7 чёрная пешка · c7 чёрная пешка · d7 чёрный слон · f7 чёрная пешка · g7 чёрная пешка · h7 чёрная пешка · c6 чёрная пешка · c5 чёрный слон · d5 чёрная пешка · e5 белая пешка · e4 белый слон · a2 белая пешка · b2 белая пешка · c2 белая пешка · f2 белая пешка · g2 белая пешка · h2 белая пешка · a1 белая ладья · b1 белый конь · c1 белый слон · d1 белый ферзь · e1 белый король · h1 белая ладья | a8 чёрная ладья · d8 чёрный ферзь · e8 чёрный король · h8 чёрная ладья · a7 чёрная пешка · c7 чёрная пешка · d7 чёрный слон · f7 чёрная пешка · g7 чёрная пешка · h7 чёрная пешка · c6 чёрная пешка · c5 чёрный слон · d5 чёрная пешка · e5 белая пешка · e4 белый слон · a2 белая пешка · b2 белая пешка · c2 белая пешка · f2 белая пешка · g2 белая пешка · h2 белая пешка · a1 белая ладья · b1 белый конь · c1 белый слон · d1 белый ферзь · e1 белый король · h1 белая ладья | a8 чёрная ладья · d8 чёрный ферзь · e8 чёрный король · h8 чёрная ладья · a7 чёрная пешка · c7 чёрная пешка · d7 чёрный слон · f7 чёрная пешка · g7 чёрная пешка · h7 чёрная пешка · c6 чёрная пешка · c5 чёрный слон · d5 чёрная пешка · e5 белая пешка · e4 белый слон · a2 белая пешка · b2 белая пешка · c2 белая пешка · f2 белая пешка · g2 белая пешка · h2 белая пешка · a1 белая ладья · b1 белый конь · c1 белый слон · d1 белый ферзь · e1 белый король · h1 белая ладья | a8 чёрная ладья · d8 чёрный ферзь · e8 чёрный король · h8 чёрная ладья · a7 чёрная пешка · c7 чёрная пешка · d7 чёрный слон · f7 чёрная пешка · g7 чёрная пешка · h7 чёрная пешка · c6 чёрная пешка · c5 чёрный слон · d5 чёрная пешка · e5 белая пешка · e4 белый слон · a2 белая пешка · b2 белая пешка · c2 белая пешка · f2 белая пешка · g2 белая пешка · h2 белая пешка · a1 белая ладья · b1 белый конь · c1 белый слон · d1 белый ферзь · e1 белый король · h1 белая ладья | a8 чёрная ладья · d8 чёрный ферзь · e8 чёрный король · h8 чёрная ладья · a7 чёрная пешка · c7 чёрная пешка · d7 чёрный слон · f7 чёрная пешка · g7 чёрная пешка · h7 чёрная пешка · c6 чёрная пешка · c5 чёрный слон · d5 чёрная пешка · e5 белая пешка · e4 белый слон · a2 белая пешка · b2 белая пешка · c2 белая пешка · f2 белая пешка · g2 белая пешка · h2 белая пешка · a1 белая ладья · b1 белый конь · c1 белый слон · d1 белый ферзь · e1 белый король · h1 белая ладья | a8 чёрная ладья · d8 чёрный ферзь · e8 чёрный король · h8 чёрная ладья · a7 чёрная пешка · c7 чёрная пешка · d7 чёрный слон · f7 чёрная пешка · g7 чёрная пешка · h7 чёрная пешка · c6 чёрная пешка · c5 чёрный слон · d5 чёрная пешка · e5 белая пешка · e4 белый слон · a2 белая пешка · b2 белая пешка · c2 белая пешка · f2 белая пешка · g2 белая пешка · h2 белая пешка · a1 белая ладья · b1 белый конь · c1 белый слон · d1 белый ферзь · e1 белый король · h1 белая ладья | a8 чёрная ладья · d8 чёрный ферзь · e8 чёрный король · h8 чёрная ладья · a7 чёрная пешка · c7 чёрная пешка · d7 чёрный слон · f7 чёрная пешка · g7 чёрная пешка · h7 чёрная пешка · c6 чёрная пешка · c5 чёрный слон · d5 чёрная пешка · e5 белая пешка · e4 белый слон · a2 белая пешка · b2 белая пешка · c2 белая пешка · f2 белая пешка · g2 белая пешка · h2 белая пешка · a1 белая ладья · b1 белый конь · c1 белый слон · d1 белый ферзь · e1 белый король · h1 белая ладья | a8 чёрная ладья · d8 чёрный ферзь · e8 чёрный король · h8 чёрная ладья · a7 чёрная пешка · c7 чёрная пешка · d7 чёрный слон · f7 чёрная пешка · g7 чёрная пешка · h7 чёрная пешка · c6 чёрная пешка · c5 чёрный слон · d5 чёрная пешка · e5 белая пешка · e4 белый слон · a2 белая пешка · b2 белая пешка · c2 белая пешка · f2 белая пешка · g2 белая пешка · h2 белая пешка · a1 белая ладья · b1 белый конь · c1 белый слон · d1 белый ферзь · e1 белый король · h1 белая ладья | 8 |
| 7 | a8 чёрная ладья · d8 чёрный ферзь · e8 чёрный король · h8 чёрная ладья · a7 чёрная пешка · c7 чёрная пешка · d7 чёрный слон · f7 чёрная пешка · g7 чёрная пешка · h7 чёрная пешка · c6 чёрная пешка · c5 чёрный слон · d5 чёрная пешка · e5 белая пешка · e4 белый слон · a2 белая пешка · b2 белая пешка · c2 белая пешка · f2 белая пешка · g2 белая пешка · h2 белая пешка · a1 белая ладья · b1 белый конь · c1 белый слон · d1 белый ферзь · e1 белый король · h1 белая ладья | a8 чёрная ладья · d8 чёрный ферзь · e8 чёрный король · h8 чёрная ладья · a7 чёрная пешка · c7 чёрная пешка · d7 чёрный слон · f7 чёрная пешка · g7 чёрная пешка · h7 чёрная пешка · c6 чёрная пешка · c5 чёрный слон · d5 чёрная пешка · e5 белая пешка · e4 белый слон · a2 белая пешка · b2 белая пешка · c2 белая пешка · f2 белая пешка · g2 белая пешка · h2 белая пешка · a1 белая ладья · b1 белый конь · c1 белый слон · d1 белый ферзь · e1 белый король · h1 белая ладья | a8 чёрная ладья · d8 чёрный ферзь · e8 чёрный король · h8 чёрная ладья · a7 чёрная пешка · c7 чёрная пешка · d7 чёрный слон · f7 чёрная пешка · g7 чёрная пешка · h7 чёрная пешка · c6 чёрная пешка · c5 чёрный слон · d5 чёрная пешка · e5 белая пешка · e4 белый слон · a2 белая пешка · b2 белая пешка · c2 белая пешка · f2 белая пешка · g2 белая пешка · h2 белая пешка · a1 белая ладья · b1 белый конь · c1 белый слон · d1 белый ферзь · e1 белый король · h1 белая ладья | a8 чёрная ладья · d8 чёрный ферзь · e8 чёрный король · h8 чёрная ладья · a7 чёрная пешка · c7 чёрная пешка · d7 чёрный слон · f7 чёрная пешка · g7 чёрная пешка · h7 чёрная пешка · c6 чёрная пешка · c5 чёрный слон · d5 чёрная пешка · e5 белая пешка · e4 белый слон · a2 белая пешка · b2 белая пешка · c2 белая пешка · f2 белая пешка · g2 белая пешка · h2 белая пешка · a1 белая ладья · b1 белый конь · c1 белый слон · d1 белый ферзь · e1 белый король · h1 белая ладья | a8 чёрная ладья · d8 чёрный ферзь · e8 чёрный король · h8 чёрная ладья · a7 чёрная пешка · c7 чёрная пешка · d7 чёрный слон · f7 чёрная пешка · g7 чёрная пешка · h7 чёрная пешка · c6 чёрная пешка · c5 чёрный слон · d5 чёрная пешка · e5 белая пешка · e4 белый слон · a2 белая пешка · b2 белая пешка · c2 белая пешка · f2 белая пешка · g2 белая пешка · h2 белая пешка · a1 белая ладья · b1 белый конь · c1 белый слон · d1 белый ферзь · e1 белый король · h1 белая ладья | a8 чёрная ладья · d8 чёрный ферзь · e8 чёрный король · h8 чёрная ладья · a7 чёрная пешка · c7 чёрная пешка · d7 чёрный слон · f7 чёрная пешка · g7 чёрная пешка · h7 чёрная пешка · c6 чёрная пешка · c5 чёрный слон · d5 чёрная пешка · e5 белая пешка · e4 белый слон · a2 белая пешка · b2 белая пешка · c2 белая пешка · f2 белая пешка · g2 белая пешка · h2 белая пешка · a1 белая ладья · b1 белый конь · c1 белый слон · d1 белый ферзь · e1 белый король · h1 белая ладья | a8 чёрная ладья · d8 чёрный ферзь · e8 чёрный король · h8 чёрная ладья · a7 чёрная пешка · c7 чёрная пешка · d7 чёрный слон · f7 чёрная пешка · g7 чёрная пешка · h7 чёрная пешка · c6 чёрная пешка · c5 чёрный слон · d5 чёрная пешка · e5 белая пешка · e4 белый слон · a2 белая пешка · b2 белая пешка · c2 белая пешка · f2 белая пешка · g2 белая пешка · h2 белая пешка · a1 белая ладья · b1 белый конь · c1 белый слон · d1 белый ферзь · e1 белый король · h1 белая ладья | a8 чёрная ладья · d8 чёрный ферзь · e8 чёрный король · h8 чёрная ладья · a7 чёрная пешка · c7 чёрная пешка · d7 чёрный слон · f7 чёрная пешка · g7 чёрная пешка · h7 чёрная пешка · c6 чёрная пешка · c5 чёрный слон · d5 чёрная пешка · e5 белая пешка · e4 белый слон · a2 белая пешка · b2 белая пешка · c2 белая пешка · f2 белая пешка · g2 белая пешка · h2 белая пешка · a1 белая ладья · b1 белый конь · c1 белый слон · d1 белый ферзь · e1 белый король · h1 белая ладья | 7 |
| 6 | a8 чёрная ладья · d8 чёрный ферзь · e8 чёрный король · h8 чёрная ладья · a7 чёрная пешка · c7 чёрная пешка · d7 чёрный слон · f7 чёрная пешка · g7 чёрная пешка · h7 чёрная пешка · c6 чёрная пешка · c5 чёрный слон · d5 чёрная пешка · e5 белая пешка · e4 белый слон · a2 белая пешка · b2 белая пешка · c2 белая пешка · f2 белая пешка · g2 белая пешка · h2 белая пешка · a1 белая ладья · b1 белый конь · c1 белый слон · d1 белый ферзь · e1 белый король · h1 белая ладья | a8 чёрная ладья · d8 чёрный ферзь · e8 чёрный король · h8 чёрная ладья · a7 чёрная пешка · c7 чёрная пешка · d7 чёрный слон · f7 чёрная пешка · g7 чёрная пешка · h7 чёрная пешка · c6 чёрная пешка · c5 чёрный слон · d5 чёрная пешка · e5 белая пешка · e4 белый слон · a2 белая пешка · b2 белая пешка · c2 белая пешка · f2 белая пешка · g2 белая пешка · h2 белая пешка · a1 белая ладья · b1 белый конь · c1 белый слон · d1 белый ферзь · e1 белый король · h1 белая ладья | a8 чёрная ладья · d8 чёрный ферзь · e8 чёрный король · h8 чёрная ладья · a7 чёрная пешка · c7 чёрная пешка · d7 чёрный слон · f7 чёрная пешка · g7 чёрная пешка · h7 чёрная пешка · c6 чёрная пешка · c5 чёрный слон · d5 чёрная пешка · e5 белая пешка · e4 белый слон · a2 белая пешка · b2 белая пешка · c2 белая пешка · f2 белая пешка · g2 белая пешка · h2 белая пешка · a1 белая ладья · b1 белый конь · c1 белый слон · d1 белый ферзь · e1 белый король · h1 белая ладья | a8 чёрная ладья · d8 чёрный ферзь · e8 чёрный король · h8 чёрная ладья · a7 чёрная пешка · c7 чёрная пешка · d7 чёрный слон · f7 чёрная пешка · g7 чёрная пешка · h7 чёрная пешка · c6 чёрная пешка · c5 чёрный слон · d5 чёрная пешка · e5 белая пешка · e4 белый слон · a2 белая пешка · b2 белая пешка · c2 белая пешка · f2 белая пешка · g2 белая пешка · h2 белая пешка · a1 белая ладья · b1 белый конь · c1 белый слон · d1 белый ферзь · e1 белый король · h1 белая ладья | a8 чёрная ладья · d8 чёрный ферзь · e8 чёрный король · h8 чёрная ладья · a7 чёрная пешка · c7 чёрная пешка · d7 чёрный слон · f7 чёрная пешка · g7 чёрная пешка · h7 чёрная пешка · c6 чёрная пешка · c5 чёрный слон · d5 чёрная пешка · e5 белая пешка · e4 белый слон · a2 белая пешка · b2 белая пешка · c2 белая пешка · f2 белая пешка · g2 белая пешка · h2 белая пешка · a1 белая ладья · b1 белый конь · c1 белый слон · d1 белый ферзь · e1 белый король · h1 белая ладья | a8 чёрная ладья · d8 чёрный ферзь · e8 чёрный король · h8 чёрная ладья · a7 чёрная пешка · c7 чёрная пешка · d7 чёрный слон · f7 чёрная пешка · g7 чёрная пешка · h7 чёрная пешка · c6 чёрная пешка · c5 чёрный слон · d5 чёрная пешка · e5 белая пешка · e4 белый слон · a2 белая пешка · b2 белая пешка · c2 белая пешка · f2 белая пешка · g2 белая пешка · h2 белая пешка · a1 белая ладья · b1 белый конь · c1 белый слон · d1 белый ферзь · e1 белый король · h1 белая ладья | a8 чёрная ладья · d8 чёрный ферзь · e8 чёрный король · h8 чёрная ладья · a7 чёрная пешка · c7 чёрная пешка · d7 чёрный слон · f7 чёрная пешка · g7 чёрная пешка · h7 чёрная пешка · c6 чёрная пешка · c5 чёрный слон · d5 чёрная пешка · e5 белая пешка · e4 белый слон · a2 белая пешка · b2 белая пешка · c2 белая пешка · f2 белая пешка · g2 белая пешка · h2 белая пешка · a1 белая ладья · b1 белый конь · c1 белый слон · d1 белый ферзь · e1 белый король · h1 белая ладья | a8 чёрная ладья · d8 чёрный ферзь · e8 чёрный король · h8 чёрная ладья · a7 чёрная пешка · c7 чёрная пешка · d7 чёрный слон · f7 чёрная пешка · g7 чёрная пешка · h7 чёрная пешка · c6 чёрная пешка · c5 чёрный слон · d5 чёрная пешка · e5 белая пешка · e4 белый слон · a2 белая пешка · b2 белая пешка · c2 белая пешка · f2 белая пешка · g2 белая пешка · h2 белая пешка · a1 белая ладья · b1 белый конь · c1 белый слон · d1 белый ферзь · e1 белый король · h1 белая ладья | 6 |
| 5 | a8 чёрная ладья · d8 чёрный ферзь · e8 чёрный король · h8 чёрная ладья · a7 чёрная пешка · c7 чёрная пешка · d7 чёрный слон · f7 чёрная пешка · g7 чёрная пешка · h7 чёрная пешка · c6 чёрная пешка · c5 чёрный слон · d5 чёрная пешка · e5 белая пешка · e4 белый слон · a2 белая пешка · b2 белая пешка · c2 белая пешка · f2 белая пешка · g2 белая пешка · h2 белая пешка · a1 белая ладья · b1 белый конь · c1 белый слон · d1 белый ферзь · e1 белый король · h1 белая ладья | a8 чёрная ладья · d8 чёрный ферзь · e8 чёрный король · h8 чёрная ладья · a7 чёрная пешка · c7 чёрная пешка · d7 чёрный слон · f7 чёрная пешка · g7 чёрная пешка · h7 чёрная пешка · c6 чёрная пешка · c5 чёрный слон · d5 чёрная пешка · e5 белая пешка · e4 белый слон · a2 белая пешка · b2 белая пешка · c2 белая пешка · f2 белая пешка · g2 белая пешка · h2 белая пешка · a1 белая ладья · b1 белый конь · c1 белый слон · d1 белый ферзь · e1 белый король · h1 белая ладья | a8 чёрная ладья · d8 чёрный ферзь · e8 чёрный король · h8 чёрная ладья · a7 чёрная пешка · c7 чёрная пешка · d7 чёрный слон · f7 чёрная пешка · g7 чёрная пешка · h7 чёрная пешка · c6 чёрная пешка · c5 чёрный слон · d5 чёрная пешка · e5 белая пешка · e4 белый слон · a2 белая пешка · b2 белая пешка · c2 белая пешка · f2 белая пешка · g2 белая пешка · h2 белая пешка · a1 белая ладья · b1 белый конь · c1 белый слон · d1 белый ферзь · e1 белый король · h1 белая ладья | a8 чёрная ладья · d8 чёрный ферзь · e8 чёрный король · h8 чёрная ладья · a7 чёрная пешка · c7 чёрная пешка · d7 чёрный слон · f7 чёрная пешка · g7 чёрная пешка · h7 чёрная пешка · c6 чёрная пешка · c5 чёрный слон · d5 чёрная пешка · e5 белая пешка · e4 белый слон · a2 белая пешка · b2 белая пешка · c2 белая пешка · f2 белая пешка · g2 белая пешка · h2 белая пешка · a1 белая ладья · b1 белый конь · c1 белый слон · d1 белый ферзь · e1 белый король · h1 белая ладья | a8 чёрная ладья · d8 чёрный ферзь · e8 чёрный король · h8 чёрная ладья · a7 чёрная пешка · c7 чёрная пешка · d7 чёрный слон · f7 чёрная пешка · g7 чёрная пешка · h7 чёрная пешка · c6 чёрная пешка · c5 чёрный слон · d5 чёрная пешка · e5 белая пешка · e4 белый слон · a2 белая пешка · b2 белая пешка · c2 белая пешка · f2 белая пешка · g2 белая пешка · h2 белая пешка · a1 белая ладья · b1 белый конь · c1 белый слон · d1 белый ферзь · e1 белый король · h1 белая ладья | a8 чёрная ладья · d8 чёрный ферзь · e8 чёрный король · h8 чёрная ладья · a7 чёрная пешка · c7 чёрная пешка · d7 чёрный слон · f7 чёрная пешка · g7 чёрная пешка · h7 чёрная пешка · c6 чёрная пешка · c5 чёрный слон · d5 чёрная пешка · e5 белая пешка · e4 белый слон · a2 белая пешка · b2 белая пешка · c2 белая пешка · f2 белая пешка · g2 белая пешка · h2 белая пешка · a1 белая ладья · b1 белый конь · c1 белый слон · d1 белый ферзь · e1 белый король · h1 белая ладья | a8 чёрная ладья · d8 чёрный ферзь · e8 чёрный король · h8 чёрная ладья · a7 чёрная пешка · c7 чёрная пешка · d7 чёрный слон · f7 чёрная пешка · g7 чёрная пешка · h7 чёрная пешка · c6 чёрная пешка · c5 чёрный слон · d5 чёрная пешка · e5 белая пешка · e4 белый слон · a2 белая пешка · b2 белая пешка · c2 белая пешка · f2 белая пешка · g2 белая пешка · h2 белая пешка · a1 белая ладья · b1 белый конь · c1 белый слон · d1 белый ферзь · e1 белый король · h1 белая ладья | a8 чёрная ладья · d8 чёрный ферзь · e8 чёрный король · h8 чёрная ладья · a7 чёрная пешка · c7 чёрная пешка · d7 чёрный слон · f7 чёрная пешка · g7 чёрная пешка · h7 чёрная пешка · c6 чёрная пешка · c5 чёрный слон · d5 чёрная пешка · e5 белая пешка · e4 белый слон · a2 белая пешка · b2 белая пешка · c2 белая пешка · f2 белая пешка · g2 белая пешка · h2 белая пешка · a1 белая ладья · b1 белый конь · c1 белый слон · d1 белый ферзь · e1 белый король · h1 белая ладья | 5 |
| 4 | a8 чёрная ладья · d8 чёрный ферзь · e8 чёрный король · h8 чёрная ладья · a7 чёрная пешка · c7 чёрная пешка · d7 чёрный слон · f7 чёрная пешка · g7 чёрная пешка · h7 чёрная пешка · c6 чёрная пешка · c5 чёрный слон · d5 чёрная пешка · e5 белая пешка · e4 белый слон · a2 белая пешка · b2 белая пешка · c2 белая пешка · f2 белая пешка · g2 белая пешка · h2 белая пешка · a1 белая ладья · b1 белый конь · c1 белый слон · d1 белый ферзь · e1 белый король · h1 белая ладья | a8 чёрная ладья · d8 чёрный ферзь · e8 чёрный король · h8 чёрная ладья · a7 чёрная пешка · c7 чёрная пешка · d7 чёрный слон · f7 чёрная пешка · g7 чёрная пешка · h7 чёрная пешка · c6 чёрная пешка · c5 чёрный слон · d5 чёрная пешка · e5 белая пешка · e4 белый слон · a2 белая пешка · b2 белая пешка · c2 белая пешка · f2 белая пешка · g2 белая пешка · h2 белая пешка · a1 белая ладья · b1 белый конь · c1 белый слон · d1 белый ферзь · e1 белый король · h1 белая ладья | a8 чёрная ладья · d8 чёрный ферзь · e8 чёрный король · h8 чёрная ладья · a7 чёрная пешка · c7 чёрная пешка · d7 чёрный слон · f7 чёрная пешка · g7 чёрная пешка · h7 чёрная пешка · c6 чёрная пешка · c5 чёрный слон · d5 чёрная пешка · e5 белая пешка · e4 белый слон · a2 белая пешка · b2 белая пешка · c2 белая пешка · f2 белая пешка · g2 белая пешка · h2 белая пешка · a1 белая ладья · b1 белый конь · c1 белый слон · d1 белый ферзь · e1 белый король · h1 белая ладья | a8 чёрная ладья · d8 чёрный ферзь · e8 чёрный король · h8 чёрная ладья · a7 чёрная пешка · c7 чёрная пешка · d7 чёрный слон · f7 чёрная пешка · g7 чёрная пешка · h7 чёрная пешка · c6 чёрная пешка · c5 чёрный слон · d5 чёрная пешка · e5 белая пешка · e4 белый слон · a2 белая пешка · b2 белая пешка · c2 белая пешка · f2 белая пешка · g2 белая пешка · h2 белая пешка · a1 белая ладья · b1 белый конь · c1 белый слон · d1 белый ферзь · e1 белый король · h1 белая ладья | a8 чёрная ладья · d8 чёрный ферзь · e8 чёрный король · h8 чёрная ладья · a7 чёрная пешка · c7 чёрная пешка · d7 чёрный слон · f7 чёрная пешка · g7 чёрная пешка · h7 чёрная пешка · c6 чёрная пешка · c5 чёрный слон · d5 чёрная пешка · e5 белая пешка · e4 белый слон · a2 белая пешка · b2 белая пешка · c2 белая пешка · f2 белая пешка · g2 белая пешка · h2 белая пешка · a1 белая ладья · b1 белый конь · c1 белый слон · d1 белый ферзь · e1 белый король · h1 белая ладья | a8 чёрная ладья · d8 чёрный ферзь · e8 чёрный король · h8 чёрная ладья · a7 чёрная пешка · c7 чёрная пешка · d7 чёрный слон · f7 чёрная пешка · g7 чёрная пешка · h7 чёрная пешка · c6 чёрная пешка · c5 чёрный слон · d5 чёрная пешка · e5 белая пешка · e4 белый слон · a2 белая пешка · b2 белая пешка · c2 белая пешка · f2 белая пешка · g2 белая пешка · h2 белая пешка · a1 белая ладья · b1 белый конь · c1 белый слон · d1 белый ферзь · e1 белый король · h1 белая ладья | a8 чёрная ладья · d8 чёрный ферзь · e8 чёрный король · h8 чёрная ладья · a7 чёрная пешка · c7 чёрная пешка · d7 чёрный слон · f7 чёрная пешка · g7 чёрная пешка · h7 чёрная пешка · c6 чёрная пешка · c5 чёрный слон · d5 чёрная пешка · e5 белая пешка · e4 белый слон · a2 белая пешка · b2 белая пешка · c2 белая пешка · f2 белая пешка · g2 белая пешка · h2 белая пешка · a1 белая ладья · b1 белый конь · c1 белый слон · d1 белый ферзь · e1 белый король · h1 белая ладья | a8 чёрная ладья · d8 чёрный ферзь · e8 чёрный король · h8 чёрная ладья · a7 чёрная пешка · c7 чёрная пешка · d7 чёрный слон · f7 чёрная пешка · g7 чёрная пешка · h7 чёрная пешка · c6 чёрная пешка · c5 чёрный слон · d5 чёрная пешка · e5 белая пешка · e4 белый слон · a2 белая пешка · b2 белая пешка · c2 белая пешка · f2 белая пешка · g2 белая пешка · h2 белая пешка · a1 белая ладья · b1 белый конь · c1 белый слон · d1 белый ферзь · e1 белый король · h1 белая ладья | 4 |
| 3 | a8 чёрная ладья · d8 чёрный ферзь · e8 чёрный король · h8 чёрная ладья · a7 чёрная пешка · c7 чёрная пешка · d7 чёрный слон · f7 чёрная пешка · g7 чёрная пешка · h7 чёрная пешка · c6 чёрная пешка · c5 чёрный слон · d5 чёрная пешка · e5 белая пешка · e4 белый слон · a2 белая пешка · b2 белая пешка · c2 белая пешка · f2 белая пешка · g2 белая пешка · h2 белая пешка · a1 белая ладья · b1 белый конь · c1 белый слон · d1 белый ферзь · e1 белый король · h1 белая ладья | a8 чёрная ладья · d8 чёрный ферзь · e8 чёрный король · h8 чёрная ладья · a7 чёрная пешка · c7 чёрная пешка · d7 чёрный слон · f7 чёрная пешка · g7 чёрная пешка · h7 чёрная пешка · c6 чёрная пешка · c5 чёрный слон · d5 чёрная пешка · e5 белая пешка · e4 белый слон · a2 белая пешка · b2 белая пешка · c2 белая пешка · f2 белая пешка · g2 белая пешка · h2 белая пешка · a1 белая ладья · b1 белый конь · c1 белый слон · d1 белый ферзь · e1 белый король · h1 белая ладья | a8 чёрная ладья · d8 чёрный ферзь · e8 чёрный король · h8 чёрная ладья · a7 чёрная пешка · c7 чёрная пешка · d7 чёрный слон · f7 чёрная пешка · g7 чёрная пешка · h7 чёрная пешка · c6 чёрная пешка · c5 чёрный слон · d5 чёрная пешка · e5 белая пешка · e4 белый слон · a2 белая пешка · b2 белая пешка · c2 белая пешка · f2 белая пешка · g2 белая пешка · h2 белая пешка · a1 белая ладья · b1 белый конь · c1 белый слон · d1 белый ферзь · e1 белый король · h1 белая ладья | a8 чёрная ладья · d8 чёрный ферзь · e8 чёрный король · h8 чёрная ладья · a7 чёрная пешка · c7 чёрная пешка · d7 чёрный слон · f7 чёрная пешка · g7 чёрная пешка · h7 чёрная пешка · c6 чёрная пешка · c5 чёрный слон · d5 чёрная пешка · e5 белая пешка · e4 белый слон · a2 белая пешка · b2 белая пешка · c2 белая пешка · f2 белая пешка · g2 белая пешка · h2 белая пешка · a1 белая ладья · b1 белый конь · c1 белый слон · d1 белый ферзь · e1 белый король · h1 белая ладья | a8 чёрная ладья · d8 чёрный ферзь · e8 чёрный король · h8 чёрная ладья · a7 чёрная пешка · c7 чёрная пешка · d7 чёрный слон · f7 чёрная пешка · g7 чёрная пешка · h7 чёрная пешка · c6 чёрная пешка · c5 чёрный слон · d5 чёрная пешка · e5 белая пешка · e4 белый слон · a2 белая пешка · b2 белая пешка · c2 белая пешка · f2 белая пешка · g2 белая пешка · h2 белая пешка · a1 белая ладья · b1 белый конь · c1 белый слон · d1 белый ферзь · e1 белый король · h1 белая ладья | a8 чёрная ладья · d8 чёрный ферзь · e8 чёрный король · h8 чёрная ладья · a7 чёрная пешка · c7 чёрная пешка · d7 чёрный слон · f7 чёрная пешка · g7 чёрная пешка · h7 чёрная пешка · c6 чёрная пешка · c5 чёрный слон · d5 чёрная пешка · e5 белая пешка · e4 белый слон · a2 белая пешка · b2 белая пешка · c2 белая пешка · f2 белая пешка · g2 белая пешка · h2 белая пешка · a1 белая ладья · b1 белый конь · c1 белый слон · d1 белый ферзь · e1 белый король · h1 белая ладья | a8 чёрная ладья · d8 чёрный ферзь · e8 чёрный король · h8 чёрная ладья · a7 чёрная пешка · c7 чёрная пешка · d7 чёрный слон · f7 чёрная пешка · g7 чёрная пешка · h7 чёрная пешка · c6 чёрная пешка · c5 чёрный слон · d5 чёрная пешка · e5 белая пешка · e4 белый слон · a2 белая пешка · b2 белая пешка · c2 белая пешка · f2 белая пешка · g2 белая пешка · h2 белая пешка · a1 белая ладья · b1 белый конь · c1 белый слон · d1 белый ферзь · e1 белый король · h1 белая ладья | a8 чёрная ладья · d8 чёрный ферзь · e8 чёрный король · h8 чёрная ладья · a7 чёрная пешка · c7 чёрная пешка · d7 чёрный слон · f7 чёрная пешка · g7 чёрная пешка · h7 чёрная пешка · c6 чёрная пешка · c5 чёрный слон · d5 чёрная пешка · e5 белая пешка · e4 белый слон · a2 белая пешка · b2 белая пешка · c2 белая пешка · f2 белая пешка · g2 белая пешка · h2 белая пешка · a1 белая ладья · b1 белый конь · c1 белый слон · d1 белый ферзь · e1 белый король · h1 белая ладья | 3 |
| 2 | a8 чёрная ладья · d8 чёрный ферзь · e8 чёрный король · h8 чёрная ладья · a7 чёрная пешка · c7 чёрная пешка · d7 чёрный слон · f7 чёрная пешка · g7 чёрная пешка · h7 чёрная пешка · c6 чёрная пешка · c5 чёрный слон · d5 чёрная пешка · e5 белая пешка · e4 белый слон · a2 белая пешка · b2 белая пешка · c2 белая пешка · f2 белая пешка · g2 белая пешка · h2 белая пешка · a1 белая ладья · b1 белый конь · c1 белый слон · d1 белый ферзь · e1 белый король · h1 белая ладья | a8 чёрная ладья · d8 чёрный ферзь · e8 чёрный король · h8 чёрная ладья · a7 чёрная пешка · c7 чёрная пешка · d7 чёрный слон · f7 чёрная пешка · g7 чёрная пешка · h7 чёрная пешка · c6 чёрная пешка · c5 чёрный слон · d5 чёрная пешка · e5 белая пешка · e4 белый слон · a2 белая пешка · b2 белая пешка · c2 белая пешка · f2 белая пешка · g2 белая пешка · h2 белая пешка · a1 белая ладья · b1 белый конь · c1 белый слон · d1 белый ферзь · e1 белый король · h1 белая ладья | a8 чёрная ладья · d8 чёрный ферзь · e8 чёрный король · h8 чёрная ладья · a7 чёрная пешка · c7 чёрная пешка · d7 чёрный слон · f7 чёрная пешка · g7 чёрная пешка · h7 чёрная пешка · c6 чёрная пешка · c5 чёрный слон · d5 чёрная пешка · e5 белая пешка · e4 белый слон · a2 белая пешка · b2 белая пешка · c2 белая пешка · f2 белая пешка · g2 белая пешка · h2 белая пешка · a1 белая ладья · b1 белый конь · c1 белый слон · d1 белый ферзь · e1 белый король · h1 белая ладья | a8 чёрная ладья · d8 чёрный ферзь · e8 чёрный король · h8 чёрная ладья · a7 чёрная пешка · c7 чёрная пешка · d7 чёрный слон · f7 чёрная пешка · g7 чёрная пешка · h7 чёрная пешка · c6 чёрная пешка · c5 чёрный слон · d5 чёрная пешка · e5 белая пешка · e4 белый слон · a2 белая пешка · b2 белая пешка · c2 белая пешка · f2 белая пешка · g2 белая пешка · h2 белая пешка · a1 белая ладья · b1 белый конь · c1 белый слон · d1 белый ферзь · e1 белый король · h1 белая ладья | a8 чёрная ладья · d8 чёрный ферзь · e8 чёрный король · h8 чёрная ладья · a7 чёрная пешка · c7 чёрная пешка · d7 чёрный слон · f7 чёрная пешка · g7 чёрная пешка · h7 чёрная пешка · c6 чёрная пешка · c5 чёрный слон · d5 чёрная пешка · e5 белая пешка · e4 белый слон · a2 белая пешка · b2 белая пешка · c2 белая пешка · f2 белая пешка · g2 белая пешка · h2 белая пешка · a1 белая ладья · b1 белый конь · c1 белый слон · d1 белый ферзь · e1 белый король · h1 белая ладья | a8 чёрная ладья · d8 чёрный ферзь · e8 чёрный король · h8 чёрная ладья · a7 чёрная пешка · c7 чёрная пешка · d7 чёрный слон · f7 чёрная пешка · g7 чёрная пешка · h7 чёрная пешка · c6 чёрная пешка · c5 чёрный слон · d5 чёрная пешка · e5 белая пешка · e4 белый слон · a2 белая пешка · b2 белая пешка · c2 белая пешка · f2 белая пешка · g2 белая пешка · h2 белая пешка · a1 белая ладья · b1 белый конь · c1 белый слон · d1 белый ферзь · e1 белый король · h1 белая ладья | a8 чёрная ладья · d8 чёрный ферзь · e8 чёрный король · h8 чёрная ладья · a7 чёрная пешка · c7 чёрная пешка · d7 чёрный слон · f7 чёрная пешка · g7 чёрная пешка · h7 чёрная пешка · c6 чёрная пешка · c5 чёрный слон · d5 чёрная пешка · e5 белая пешка · e4 белый слон · a2 белая пешка · b2 белая пешка · c2 белая пешка · f2 белая пешка · g2 белая пешка · h2 белая пешка · a1 белая ладья · b1 белый конь · c1 белый слон · d1 белый ферзь · e1 белый король · h1 белая ладья | a8 чёрная ладья · d8 чёрный ферзь · e8 чёрный король · h8 чёрная ладья · a7 чёрная пешка · c7 чёрная пешка · d7 чёрный слон · f7 чёрная пешка · g7 чёрная пешка · h7 чёрная пешка · c6 чёрная пешка · c5 чёрный слон · d5 чёрная пешка · e5 белая пешка · e4 белый слон · a2 белая пешка · b2 белая пешка · c2 белая пешка · f2 белая пешка · g2 белая пешка · h2 белая пешка · a1 белая ладья · b1 белый конь · c1 белый слон · d1 белый ферзь · e1 белый король · h1 белая ладья | 2 |
| 1 | a8 чёрная ладья · d8 чёрный ферзь · e8 чёрный король · h8 чёрная ладья · a7 чёрная пешка · c7 чёрная пешка · d7 чёрный слон · f7 чёрная пешка · g7 чёрная пешка · h7 чёрная пешка · c6 чёрная пешка · c5 чёрный слон · d5 чёрная пешка · e5 белая пешка · e4 белый слон · a2 белая пешка · b2 белая пешка · c2 белая пешка · f2 белая пешка · g2 белая пешка · h2 белая пешка · a1 белая ладья · b1 белый конь · c1 белый слон · d1 белый ферзь · e1 белый король · h1 белая ладья | a8 чёрная ладья · d8 чёрный ферзь · e8 чёрный король · h8 чёрная ладья · a7 чёрная пешка · c7 чёрная пешка · d7 чёрный слон · f7 чёрная пешка · g7 чёрная пешка · h7 чёрная пешка · c6 чёрная пешка · c5 чёрный слон · d5 чёрная пешка · e5 белая пешка · e4 белый слон · a2 белая пешка · b2 белая пешка · c2 белая пешка · f2 белая пешка · g2 белая пешка · h2 белая пешка · a1 белая ладья · b1 белый конь · c1 белый слон · d1 белый ферзь · e1 белый король · h1 белая ладья | a8 чёрная ладья · d8 чёрный ферзь · e8 чёрный король · h8 чёрная ладья · a7 чёрная пешка · c7 чёрная пешка · d7 чёрный слон · f7 чёрная пешка · g7 чёрная пешка · h7 чёрная пешка · c6 чёрная пешка · c5 чёрный слон · d5 чёрная пешка · e5 белая пешка · e4 белый слон · a2 белая пешка · b2 белая пешка · c2 белая пешка · f2 белая пешка · g2 белая пешка · h2 белая пешка · a1 белая ладья · b1 белый конь · c1 белый слон · d1 белый ферзь · e1 белый король · h1 белая ладья | a8 чёрная ладья · d8 чёрный ферзь · e8 чёрный король · h8 чёрная ладья · a7 чёрная пешка · c7 чёрная пешка · d7 чёрный слон · f7 чёрная пешка · g7 чёрная пешка · h7 чёрная пешка · c6 чёрная пешка · c5 чёрный слон · d5 чёрная пешка · e5 белая пешка · e4 белый слон · a2 белая пешка · b2 белая пешка · c2 белая пешка · f2 белая пешка · g2 белая пешка · h2 белая пешка · a1 белая ладья · b1 белый конь · c1 белый слон · d1 белый ферзь · e1 белый король · h1 белая ладья | a8 чёрная ладья · d8 чёрный ферзь · e8 чёрный король · h8 чёрная ладья · a7 чёрная пешка · c7 чёрная пешка · d7 чёрный слон · f7 чёрная пешка · g7 чёрная пешка · h7 чёрная пешка · c6 чёрная пешка · c5 чёрный слон · d5 чёрная пешка · e5 белая пешка · e4 белый слон · a2 белая пешка · b2 белая пешка · c2 белая пешка · f2 белая пешка · g2 белая пешка · h2 белая пешка · a1 белая ладья · b1 белый конь · c1 белый слон · d1 белый ферзь · e1 белый король · h1 белая ладья | a8 чёрная ладья · d8 чёрный ферзь · e8 чёрный король · h8 чёрная ладья · a7 чёрная пешка · c7 чёрная пешка · d7 чёрный слон · f7 чёрная пешка · g7 чёрная пешка · h7 чёрная пешка · c6 чёрная пешка · c5 чёрный слон · d5 чёрная пешка · e5 белая пешка · e4 белый слон · a2 белая пешка · b2 белая пешка · c2 белая пешка · f2 белая пешка · g2 белая пешка · h2 белая пешка · a1 белая ладья · b1 белый конь · c1 белый слон · d1 белый ферзь · e1 белый король · h1 белая ладья | a8 чёрная ладья · d8 чёрный ферзь · e8 чёрный король · h8 чёрная ладья · a7 чёрная пешка · c7 чёрная пешка · d7 чёрный слон · f7 чёрная пешка · g7 чёрная пешка · h7 чёрная пешка · c6 чёрная пешка · c5 чёрный слон · d5 чёрная пешка · e5 белая пешка · e4 белый слон · a2 белая пешка · b2 белая пешка · c2 белая пешка · f2 белая пешка · g2 белая пешка · h2 белая пешка · a1 белая ладья · b1 белый конь · c1 белый слон · d1 белый ферзь · e1 белый король · h1 белая ладья | a8 чёрная ладья · d8 чёрный ферзь · e8 чёрный король · h8 чёрная ладья · a7 чёрная пешка · c7 чёрная пешка · d7 чёрный слон · f7 чёрная пешка · g7 чёрная пешка · h7 чёрная пешка · c6 чёрная пешка · c5 чёрный слон · d5 чёрная пешка · e5 белая пешка · e4 белый слон · a2 белая пешка · b2 белая пешка · c2 белая пешка · f2 белая пешка · g2 белая пешка · h2 белая пешка · a1 белая ладья · b1 белый конь · c1 белый слон · d1 белый ферзь · e1 белый король · h1 белая ладья | 1 |
|   | a | b | c | d | e | f | g | h |   |

Точно неизвестно, когда был впервые использован в игре промежуточный ход. Одним из ранних примеров этого тактического приёма служит партия Теодора Лихтенхайна и Пола Морфи, сыгранная в Нью-Йорке в 1857 году. В ней на девятом ходу белые решили произвести размен и забрали чёрного коня своим слоном на е4. Они ожидали ответного удара 10...de и после 11.0-0 могли рассчитывать на примерно равную игру. Однако Морфи нашёл усиливающий давление промежуточный ход:
10...Фh4!
Теперь белые не могут спасти слона 11.Сf3??, так как последует мат 11...Ф:f2#
11.Фe2 d:e4
12.Сe3?
После 12.0-0!, чёрные имели бы только незначительное преимущество.
12...Сg4!
13.Фc4 С:e3!!
И далее Морфи в красивой манере выиграл партию.

## Промежуточный шах
|   | a | b | c | d | e | f | g | h |   |
| - | --- | --- | --- | --- | --- | --- | --- | --- | - |
| 8 | g8 чёрный король · b7 чёрный ферзь · f7 чёрная пешка · g7 чёрная пешка · g6 чёрная пешка · a5 чёрная пешка · h5 чёрная ладья · d4 белый ферзь · h4 белая ладья · g3 чёрная ладья · h3 белая пешка · g2 белая пешка · f1 белый слон · g1 белый король | g8 чёрный король · b7 чёрный ферзь · f7 чёрная пешка · g7 чёрная пешка · g6 чёрная пешка · a5 чёрная пешка · h5 чёрная ладья · d4 белый ферзь · h4 белая ладья · g3 чёрная ладья · h3 белая пешка · g2 белая пешка · f1 белый слон · g1 белый король | g8 чёрный король · b7 чёрный ферзь · f7 чёрная пешка · g7 чёрная пешка · g6 чёрная пешка · a5 чёрная пешка · h5 чёрная ладья · d4 белый ферзь · h4 белая ладья · g3 чёрная ладья · h3 белая пешка · g2 белая пешка · f1 белый слон · g1 белый король | g8 чёрный король · b7 чёрный ферзь · f7 чёрная пешка · g7 чёрная пешка · g6 чёрная пешка · a5 чёрная пешка · h5 чёрная ладья · d4 белый ферзь · h4 белая ладья · g3 чёрная ладья · h3 белая пешка · g2 белая пешка · f1 белый слон · g1 белый король | g8 чёрный король · b7 чёрный ферзь · f7 чёрная пешка · g7 чёрная пешка · g6 чёрная пешка · a5 чёрная пешка · h5 чёрная ладья · d4 белый ферзь · h4 белая ладья · g3 чёрная ладья · h3 белая пешка · g2 белая пешка · f1 белый слон · g1 белый король | g8 чёрный король · b7 чёрный ферзь · f7 чёрная пешка · g7 чёрная пешка · g6 чёрная пешка · a5 чёрная пешка · h5 чёрная ладья · d4 белый ферзь · h4 белая ладья · g3 чёрная ладья · h3 белая пешка · g2 белая пешка · f1 белый слон · g1 белый король | g8 чёрный король · b7 чёрный ферзь · f7 чёрная пешка · g7 чёрная пешка · g6 чёрная пешка · a5 чёрная пешка · h5 чёрная ладья · d4 белый ферзь · h4 белая ладья · g3 чёрная ладья · h3 белая пешка · g2 белая пешка · f1 белый слон · g1 белый король | g8 чёрный король · b7 чёрный ферзь · f7 чёрная пешка · g7 чёрная пешка · g6 чёрная пешка · a5 чёрная пешка · h5 чёрная ладья · d4 белый ферзь · h4 белая ладья · g3 чёрная ладья · h3 белая пешка · g2 белая пешка · f1 белый слон · g1 белый король | 8 |
| 7 | g8 чёрный король · b7 чёрный ферзь · f7 чёрная пешка · g7 чёрная пешка · g6 чёрная пешка · a5 чёрная пешка · h5 чёрная ладья · d4 белый ферзь · h4 белая ладья · g3 чёрная ладья · h3 белая пешка · g2 белая пешка · f1 белый слон · g1 белый король | g8 чёрный король · b7 чёрный ферзь · f7 чёрная пешка · g7 чёрная пешка · g6 чёрная пешка · a5 чёрная пешка · h5 чёрная ладья · d4 белый ферзь · h4 белая ладья · g3 чёрная ладья · h3 белая пешка · g2 белая пешка · f1 белый слон · g1 белый король | g8 чёрный король · b7 чёрный ферзь · f7 чёрная пешка · g7 чёрная пешка · g6 чёрная пешка · a5 чёрная пешка · h5 чёрная ладья · d4 белый ферзь · h4 белая ладья · g3 чёрная ладья · h3 белая пешка · g2 белая пешка · f1 белый слон · g1 белый король | g8 чёрный король · b7 чёрный ферзь · f7 чёрная пешка · g7 чёрная пешка · g6 чёрная пешка · a5 чёрная пешка · h5 чёрная ладья · d4 белый ферзь · h4 белая ладья · g3 чёрная ладья · h3 белая пешка · g2 белая пешка · f1 белый слон · g1 белый король | g8 чёрный король · b7 чёрный ферзь · f7 чёрная пешка · g7 чёрная пешка · g6 чёрная пешка · a5 чёрная пешка · h5 чёрная ладья · d4 белый ферзь · h4 белая ладья · g3 чёрная ладья · h3 белая пешка · g2 белая пешка · f1 белый слон · g1 белый король | g8 чёрный король · b7 чёрный ферзь · f7 чёрная пешка · g7 чёрная пешка · g6 чёрная пешка · a5 чёрная пешка · h5 чёрная ладья · d4 белый ферзь · h4 белая ладья · g3 чёрная ладья · h3 белая пешка · g2 белая пешка · f1 белый слон · g1 белый король | g8 чёрный король · b7 чёрный ферзь · f7 чёрная пешка · g7 чёрная пешка · g6 чёрная пешка · a5 чёрная пешка · h5 чёрная ладья · d4 белый ферзь · h4 белая ладья · g3 чёрная ладья · h3 белая пешка · g2 белая пешка · f1 белый слон · g1 белый король | g8 чёрный король · b7 чёрный ферзь · f7 чёрная пешка · g7 чёрная пешка · g6 чёрная пешка · a5 чёрная пешка · h5 чёрная ладья · d4 белый ферзь · h4 белая ладья · g3 чёрная ладья · h3 белая пешка · g2 белая пешка · f1 белый слон · g1 белый король | 7 |
| 6 | g8 чёрный король · b7 чёрный ферзь · f7 чёрная пешка · g7 чёрная пешка · g6 чёрная пешка · a5 чёрная пешка · h5 чёрная ладья · d4 белый ферзь · h4 белая ладья · g3 чёрная ладья · h3 белая пешка · g2 белая пешка · f1 белый слон · g1 белый король | g8 чёрный король · b7 чёрный ферзь · f7 чёрная пешка · g7 чёрная пешка · g6 чёрная пешка · a5 чёрная пешка · h5 чёрная ладья · d4 белый ферзь · h4 белая ладья · g3 чёрная ладья · h3 белая пешка · g2 белая пешка · f1 белый слон · g1 белый король | g8 чёрный король · b7 чёрный ферзь · f7 чёрная пешка · g7 чёрная пешка · g6 чёрная пешка · a5 чёрная пешка · h5 чёрная ладья · d4 белый ферзь · h4 белая ладья · g3 чёрная ладья · h3 белая пешка · g2 белая пешка · f1 белый слон · g1 белый король | g8 чёрный король · b7 чёрный ферзь · f7 чёрная пешка · g7 чёрная пешка · g6 чёрная пешка · a5 чёрная пешка · h5 чёрная ладья · d4 белый ферзь · h4 белая ладья · g3 чёрная ладья · h3 белая пешка · g2 белая пешка · f1 белый слон · g1 белый король | g8 чёрный король · b7 чёрный ферзь · f7 чёрная пешка · g7 чёрная пешка · g6 чёрная пешка · a5 чёрная пешка · h5 чёрная ладья · d4 белый ферзь · h4 белая ладья · g3 чёрная ладья · h3 белая пешка · g2 белая пешка · f1 белый слон · g1 белый король | g8 чёрный король · b7 чёрный ферзь · f7 чёрная пешка · g7 чёрная пешка · g6 чёрная пешка · a5 чёрная пешка · h5 чёрная ладья · d4 белый ферзь · h4 белая ладья · g3 чёрная ладья · h3 белая пешка · g2 белая пешка · f1 белый слон · g1 белый король | g8 чёрный король · b7 чёрный ферзь · f7 чёрная пешка · g7 чёрная пешка · g6 чёрная пешка · a5 чёрная пешка · h5 чёрная ладья · d4 белый ферзь · h4 белая ладья · g3 чёрная ладья · h3 белая пешка · g2 белая пешка · f1 белый слон · g1 белый король | g8 чёрный король · b7 чёрный ферзь · f7 чёрная пешка · g7 чёрная пешка · g6 чёрная пешка · a5 чёрная пешка · h5 чёрная ладья · d4 белый ферзь · h4 белая ладья · g3 чёрная ладья · h3 белая пешка · g2 белая пешка · f1 белый слон · g1 белый король | 6 |
| 5 | g8 чёрный король · b7 чёрный ферзь · f7 чёрная пешка · g7 чёрная пешка · g6 чёрная пешка · a5 чёрная пешка · h5 чёрная ладья · d4 белый ферзь · h4 белая ладья · g3 чёрная ладья · h3 белая пешка · g2 белая пешка · f1 белый слон · g1 белый король | g8 чёрный король · b7 чёрный ферзь · f7 чёрная пешка · g7 чёрная пешка · g6 чёрная пешка · a5 чёрная пешка · h5 чёрная ладья · d4 белый ферзь · h4 белая ладья · g3 чёрная ладья · h3 белая пешка · g2 белая пешка · f1 белый слон · g1 белый король | g8 чёрный король · b7 чёрный ферзь · f7 чёрная пешка · g7 чёрная пешка · g6 чёрная пешка · a5 чёрная пешка · h5 чёрная ладья · d4 белый ферзь · h4 белая ладья · g3 чёрная ладья · h3 белая пешка · g2 белая пешка · f1 белый слон · g1 белый король | g8 чёрный король · b7 чёрный ферзь · f7 чёрная пешка · g7 чёрная пешка · g6 чёрная пешка · a5 чёрная пешка · h5 чёрная ладья · d4 белый ферзь · h4 белая ладья · g3 чёрная ладья · h3 белая пешка · g2 белая пешка · f1 белый слон · g1 белый король | g8 чёрный король · b7 чёрный ферзь · f7 чёрная пешка · g7 чёрная пешка · g6 чёрная пешка · a5 чёрная пешка · h5 чёрная ладья · d4 белый ферзь · h4 белая ладья · g3 чёрная ладья · h3 белая пешка · g2 белая пешка · f1 белый слон · g1 белый король | g8 чёрный король · b7 чёрный ферзь · f7 чёрная пешка · g7 чёрная пешка · g6 чёрная пешка · a5 чёрная пешка · h5 чёрная ладья · d4 белый ферзь · h4 белая ладья · g3 чёрная ладья · h3 белая пешка · g2 белая пешка · f1 белый слон · g1 белый король | g8 чёрный король · b7 чёрный ферзь · f7 чёрная пешка · g7 чёрная пешка · g6 чёрная пешка · a5 чёрная пешка · h5 чёрная ладья · d4 белый ферзь · h4 белая ладья · g3 чёрная ладья · h3 белая пешка · g2 белая пешка · f1 белый слон · g1 белый король | g8 чёрный король · b7 чёрный ферзь · f7 чёрная пешка · g7 чёрная пешка · g6 чёрная пешка · a5 чёрная пешка · h5 чёрная ладья · d4 белый ферзь · h4 белая ладья · g3 чёрная ладья · h3 белая пешка · g2 белая пешка · f1 белый слон · g1 белый король | 5 |
| 4 | g8 чёрный король · b7 чёрный ферзь · f7 чёрная пешка · g7 чёрная пешка · g6 чёрная пешка · a5 чёрная пешка · h5 чёрная ладья · d4 белый ферзь · h4 белая ладья · g3 чёрная ладья · h3 белая пешка · g2 белая пешка · f1 белый слон · g1 белый король | g8 чёрный король · b7 чёрный ферзь · f7 чёрная пешка · g7 чёрная пешка · g6 чёрная пешка · a5 чёрная пешка · h5 чёрная ладья · d4 белый ферзь · h4 белая ладья · g3 чёрная ладья · h3 белая пешка · g2 белая пешка · f1 белый слон · g1 белый король | g8 чёрный король · b7 чёрный ферзь · f7 чёрная пешка · g7 чёрная пешка · g6 чёрная пешка · a5 чёрная пешка · h5 чёрная ладья · d4 белый ферзь · h4 белая ладья · g3 чёрная ладья · h3 белая пешка · g2 белая пешка · f1 белый слон · g1 белый король | g8 чёрный король · b7 чёрный ферзь · f7 чёрная пешка · g7 чёрная пешка · g6 чёрная пешка · a5 чёрная пешка · h5 чёрная ладья · d4 белый ферзь · h4 белая ладья · g3 чёрная ладья · h3 белая пешка · g2 белая пешка · f1 белый слон · g1 белый король | g8 чёрный король · b7 чёрный ферзь · f7 чёрная пешка · g7 чёрная пешка · g6 чёрная пешка · a5 чёрная пешка · h5 чёрная ладья · d4 белый ферзь · h4 белая ладья · g3 чёрная ладья · h3 белая пешка · g2 белая пешка · f1 белый слон · g1 белый король | g8 чёрный король · b7 чёрный ферзь · f7 чёрная пешка · g7 чёрная пешка · g6 чёрная пешка · a5 чёрная пешка · h5 чёрная ладья · d4 белый ферзь · h4 белая ладья · g3 чёрная ладья · h3 белая пешка · g2 белая пешка · f1 белый слон · g1 белый король | g8 чёрный король · b7 чёрный ферзь · f7 чёрная пешка · g7 чёрная пешка · g6 чёрная пешка · a5 чёрная пешка · h5 чёрная ладья · d4 белый ферзь · h4 белая ладья · g3 чёрная ладья · h3 белая пешка · g2 белая пешка · f1 белый слон · g1 белый король | g8 чёрный король · b7 чёрный ферзь · f7 чёрная пешка · g7 чёрная пешка · g6 чёрная пешка · a5 чёрная пешка · h5 чёрная ладья · d4 белый ферзь · h4 белая ладья · g3 чёрная ладья · h3 белая пешка · g2 белая пешка · f1 белый слон · g1 белый король | 4 |
| 3 | g8 чёрный король · b7 чёрный ферзь · f7 чёрная пешка · g7 чёрная пешка · g6 чёрная пешка · a5 чёрная пешка · h5 чёрная ладья · d4 белый ферзь · h4 белая ладья · g3 чёрная ладья · h3 белая пешка · g2 белая пешка · f1 белый слон · g1 белый король | g8 чёрный король · b7 чёрный ферзь · f7 чёрная пешка · g7 чёрная пешка · g6 чёрная пешка · a5 чёрная пешка · h5 чёрная ладья · d4 белый ферзь · h4 белая ладья · g3 чёрная ладья · h3 белая пешка · g2 белая пешка · f1 белый слон · g1 белый король | g8 чёрный король · b7 чёрный ферзь · f7 чёрная пешка · g7 чёрная пешка · g6 чёрная пешка · a5 чёрная пешка · h5 чёрная ладья · d4 белый ферзь · h4 белая ладья · g3 чёрная ладья · h3 белая пешка · g2 белая пешка · f1 белый слон · g1 белый король | g8 чёрный король · b7 чёрный ферзь · f7 чёрная пешка · g7 чёрная пешка · g6 чёрная пешка · a5 чёрная пешка · h5 чёрная ладья · d4 белый ферзь · h4 белая ладья · g3 чёрная ладья · h3 белая пешка · g2 белая пешка · f1 белый слон · g1 белый король | g8 чёрный король · b7 чёрный ферзь · f7 чёрная пешка · g7 чёрная пешка · g6 чёрная пешка · a5 чёрная пешка · h5 чёрная ладья · d4 белый ферзь · h4 белая ладья · g3 чёрная ладья · h3 белая пешка · g2 белая пешка · f1 белый слон · g1 белый король | g8 чёрный король · b7 чёрный ферзь · f7 чёрная пешка · g7 чёрная пешка · g6 чёрная пешка · a5 чёрная пешка · h5 чёрная ладья · d4 белый ферзь · h4 белая ладья · g3 чёрная ладья · h3 белая пешка · g2 белая пешка · f1 белый слон · g1 белый король | g8 чёрный король · b7 чёрный ферзь · f7 чёрная пешка · g7 чёрная пешка · g6 чёрная пешка · a5 чёрная пешка · h5 чёрная ладья · d4 белый ферзь · h4 белая ладья · g3 чёрная ладья · h3 белая пешка · g2 белая пешка · f1 белый слон · g1 белый король | g8 чёрный король · b7 чёрный ферзь · f7 чёрная пешка · g7 чёрная пешка · g6 чёрная пешка · a5 чёрная пешка · h5 чёрная ладья · d4 белый ферзь · h4 белая ладья · g3 чёрная ладья · h3 белая пешка · g2 белая пешка · f1 белый слон · g1 белый король | 3 |
| 2 | g8 чёрный король · b7 чёрный ферзь · f7 чёрная пешка · g7 чёрная пешка · g6 чёрная пешка · a5 чёрная пешка · h5 чёрная ладья · d4 белый ферзь · h4 белая ладья · g3 чёрная ладья · h3 белая пешка · g2 белая пешка · f1 белый слон · g1 белый король | g8 чёрный король · b7 чёрный ферзь · f7 чёрная пешка · g7 чёрная пешка · g6 чёрная пешка · a5 чёрная пешка · h5 чёрная ладья · d4 белый ферзь · h4 белая ладья · g3 чёрная ладья · h3 белая пешка · g2 белая пешка · f1 белый слон · g1 белый король | g8 чёрный король · b7 чёрный ферзь · f7 чёрная пешка · g7 чёрная пешка · g6 чёрная пешка · a5 чёрная пешка · h5 чёрная ладья · d4 белый ферзь · h4 белая ладья · g3 чёрная ладья · h3 белая пешка · g2 белая пешка · f1 белый слон · g1 белый король | g8 чёрный король · b7 чёрный ферзь · f7 чёрная пешка · g7 чёрная пешка · g6 чёрная пешка · a5 чёрная пешка · h5 чёрная ладья · d4 белый ферзь · h4 белая ладья · g3 чёрная ладья · h3 белая пешка · g2 белая пешка · f1 белый слон · g1 белый король | g8 чёрный король · b7 чёрный ферзь · f7 чёрная пешка · g7 чёрная пешка · g6 чёрная пешка · a5 чёрная пешка · h5 чёрная ладья · d4 белый ферзь · h4 белая ладья · g3 чёрная ладья · h3 белая пешка · g2 белая пешка · f1 белый слон · g1 белый король | g8 чёрный король · b7 чёрный ферзь · f7 чёрная пешка · g7 чёрная пешка · g6 чёрная пешка · a5 чёрная пешка · h5 чёрная ладья · d4 белый ферзь · h4 белая ладья · g3 чёрная ладья · h3 белая пешка · g2 белая пешка · f1 белый слон · g1 белый король | g8 чёрный король · b7 чёрный ферзь · f7 чёрная пешка · g7 чёрная пешка · g6 чёрная пешка · a5 чёрная пешка · h5 чёрная ладья · d4 белый ферзь · h4 белая ладья · g3 чёрная ладья · h3 белая пешка · g2 белая пешка · f1 белый слон · g1 белый король | g8 чёрный король · b7 чёрный ферзь · f7 чёрная пешка · g7 чёрная пешка · g6 чёрная пешка · a5 чёрная пешка · h5 чёрная ладья · d4 белый ферзь · h4 белая ладья · g3 чёрная ладья · h3 белая пешка · g2 белая пешка · f1 белый слон · g1 белый король | 2 |
| 1 | g8 чёрный король · b7 чёрный ферзь · f7 чёрная пешка · g7 чёрная пешка · g6 чёрная пешка · a5 чёрная пешка · h5 чёрная ладья · d4 белый ферзь · h4 белая ладья · g3 чёрная ладья · h3 белая пешка · g2 белая пешка · f1 белый слон · g1 белый король | g8 чёрный король · b7 чёрный ферзь · f7 чёрная пешка · g7 чёрная пешка · g6 чёрная пешка · a5 чёрная пешка · h5 чёрная ладья · d4 белый ферзь · h4 белая ладья · g3 чёрная ладья · h3 белая пешка · g2 белая пешка · f1 белый слон · g1 белый король | g8 чёрный король · b7 чёрный ферзь · f7 чёрная пешка · g7 чёрная пешка · g6 чёрная пешка · a5 чёрная пешка · h5 чёрная ладья · d4 белый ферзь · h4 белая ладья · g3 чёрная ладья · h3 белая пешка · g2 белая пешка · f1 белый слон · g1 белый король | g8 чёрный король · b7 чёрный ферзь · f7 чёрная пешка · g7 чёрная пешка · g6 чёрная пешка · a5 чёрная пешка · h5 чёрная ладья · d4 белый ферзь · h4 белая ладья · g3 чёрная ладья · h3 белая пешка · g2 белая пешка · f1 белый слон · g1 белый король | g8 чёрный король · b7 чёрный ферзь · f7 чёрная пешка · g7 чёрная пешка · g6 чёрная пешка · a5 чёрная пешка · h5 чёрная ладья · d4 белый ферзь · h4 белая ладья · g3 чёрная ладья · h3 белая пешка · g2 белая пешка · f1 белый слон · g1 белый король | g8 чёрный король · b7 чёрный ферзь · f7 чёрная пешка · g7 чёрная пешка · g6 чёрная пешка · a5 чёрная пешка · h5 чёрная ладья · d4 белый ферзь · h4 белая ладья · g3 чёрная ладья · h3 белая пешка · g2 белая пешка · f1 белый слон · g1 белый король | g8 чёрный король · b7 чёрный ферзь · f7 чёрная пешка · g7 чёрная пешка · g6 чёрная пешка · a5 чёрная пешка · h5 чёрная ладья · d4 белый ферзь · h4 белая ладья · g3 чёрная ладья · h3 белая пешка · g2 белая пешка · f1 белый слон · g1 белый король | g8 чёрный король · b7 чёрный ферзь · f7 чёрная пешка · g7 чёрная пешка · g6 чёрная пешка · a5 чёрная пешка · h5 чёрная ладья · d4 белый ферзь · h4 белая ладья · g3 чёрная ладья · h3 белая пешка · g2 белая пешка · f1 белый слон · g1 белый король | 1 |
|   | a | b | c | d | e | f | g | h |   |

Промежуточный шах — один из видов промежуточного хода. Пример с его применением показан на диаграмме, на которой чёрные владеют материальным преимуществом и за ними ход.
1...Л:h4?
Ход продиктован желанием чёрных разменять ладей, упростив игру. Однако ожидая, что белые побьют 2.Ф:h4, они упускают из виду промежуточный шах:
2.Фd8+!
2...Kph7
Теперь белый ферзь может взять ладью с шахом.
3.Ф:h4+ Kpg8
4.Ф:g3
И белые выигрывают ладью, что делает их позицию выигранной.

### В шахматной композиции
Промежуточный шах — распространённый тактический приём в шахматных этюдах.
|   | a | b | c | d | e | f | g | h |   |
| - | --- | --- | --- | --- | --- | --- | --- | --- | - |
| 8 | d8 белый король · f4 чёрный король · g3 белая ладья · c2 чёрная пешка · b1 чёрная ладья · e1 белый слон | d8 белый король · f4 чёрный король · g3 белая ладья · c2 чёрная пешка · b1 чёрная ладья · e1 белый слон | d8 белый король · f4 чёрный король · g3 белая ладья · c2 чёрная пешка · b1 чёрная ладья · e1 белый слон | d8 белый король · f4 чёрный король · g3 белая ладья · c2 чёрная пешка · b1 чёрная ладья · e1 белый слон | d8 белый король · f4 чёрный король · g3 белая ладья · c2 чёрная пешка · b1 чёрная ладья · e1 белый слон | d8 белый король · f4 чёрный король · g3 белая ладья · c2 чёрная пешка · b1 чёрная ладья · e1 белый слон | d8 белый король · f4 чёрный король · g3 белая ладья · c2 чёрная пешка · b1 чёрная ладья · e1 белый слон | d8 белый король · f4 чёрный король · g3 белая ладья · c2 чёрная пешка · b1 чёрная ладья · e1 белый слон | 8 |
| 7 | d8 белый король · f4 чёрный король · g3 белая ладья · c2 чёрная пешка · b1 чёрная ладья · e1 белый слон | d8 белый король · f4 чёрный король · g3 белая ладья · c2 чёрная пешка · b1 чёрная ладья · e1 белый слон | d8 белый король · f4 чёрный король · g3 белая ладья · c2 чёрная пешка · b1 чёрная ладья · e1 белый слон | d8 белый король · f4 чёрный король · g3 белая ладья · c2 чёрная пешка · b1 чёрная ладья · e1 белый слон | d8 белый король · f4 чёрный король · g3 белая ладья · c2 чёрная пешка · b1 чёрная ладья · e1 белый слон | d8 белый король · f4 чёрный король · g3 белая ладья · c2 чёрная пешка · b1 чёрная ладья · e1 белый слон | d8 белый король · f4 чёрный король · g3 белая ладья · c2 чёрная пешка · b1 чёрная ладья · e1 белый слон | d8 белый король · f4 чёрный король · g3 белая ладья · c2 чёрная пешка · b1 чёрная ладья · e1 белый слон | 7 |
| 6 | d8 белый король · f4 чёрный король · g3 белая ладья · c2 чёрная пешка · b1 чёрная ладья · e1 белый слон | d8 белый король · f4 чёрный король · g3 белая ладья · c2 чёрная пешка · b1 чёрная ладья · e1 белый слон | d8 белый король · f4 чёрный король · g3 белая ладья · c2 чёрная пешка · b1 чёрная ладья · e1 белый слон | d8 белый король · f4 чёрный король · g3 белая ладья · c2 чёрная пешка · b1 чёрная ладья · e1 белый слон | d8 белый король · f4 чёрный король · g3 белая ладья · c2 чёрная пешка · b1 чёрная ладья · e1 белый слон | d8 белый король · f4 чёрный король · g3 белая ладья · c2 чёрная пешка · b1 чёрная ладья · e1 белый слон | d8 белый король · f4 чёрный король · g3 белая ладья · c2 чёрная пешка · b1 чёрная ладья · e1 белый слон | d8 белый король · f4 чёрный король · g3 белая ладья · c2 чёрная пешка · b1 чёрная ладья · e1 белый слон | 6 |
| 5 | d8 белый король · f4 чёрный король · g3 белая ладья · c2 чёрная пешка · b1 чёрная ладья · e1 белый слон | d8 белый король · f4 чёрный король · g3 белая ладья · c2 чёрная пешка · b1 чёрная ладья · e1 белый слон | d8 белый король · f4 чёрный король · g3 белая ладья · c2 чёрная пешка · b1 чёрная ладья · e1 белый слон | d8 белый король · f4 чёрный король · g3 белая ладья · c2 чёрная пешка · b1 чёрная ладья · e1 белый слон | d8 белый король · f4 чёрный король · g3 белая ладья · c2 чёрная пешка · b1 чёрная ладья · e1 белый слон | d8 белый король · f4 чёрный король · g3 белая ладья · c2 чёрная пешка · b1 чёрная ладья · e1 белый слон | d8 белый король · f4 чёрный король · g3 белая ладья · c2 чёрная пешка · b1 чёрная ладья · e1 белый слон | d8 белый король · f4 чёрный король · g3 белая ладья · c2 чёрная пешка · b1 чёрная ладья · e1 белый слон | 5 |
| 4 | d8 белый король · f4 чёрный король · g3 белая ладья · c2 чёрная пешка · b1 чёрная ладья · e1 белый слон | d8 белый король · f4 чёрный король · g3 белая ладья · c2 чёрная пешка · b1 чёрная ладья · e1 белый слон | d8 белый король · f4 чёрный король · g3 белая ладья · c2 чёрная пешка · b1 чёрная ладья · e1 белый слон | d8 белый король · f4 чёрный король · g3 белая ладья · c2 чёрная пешка · b1 чёрная ладья · e1 белый слон | d8 белый король · f4 чёрный король · g3 белая ладья · c2 чёрная пешка · b1 чёрная ладья · e1 белый слон | d8 белый король · f4 чёрный король · g3 белая ладья · c2 чёрная пешка · b1 чёрная ладья · e1 белый слон | d8 белый король · f4 чёрный король · g3 белая ладья · c2 чёрная пешка · b1 чёрная ладья · e1 белый слон | d8 белый король · f4 чёрный король · g3 белая ладья · c2 чёрная пешка · b1 чёрная ладья · e1 белый слон | 4 |
| 3 | d8 белый король · f4 чёрный король · g3 белая ладья · c2 чёрная пешка · b1 чёрная ладья · e1 белый слон | d8 белый король · f4 чёрный король · g3 белая ладья · c2 чёрная пешка · b1 чёрная ладья · e1 белый слон | d8 белый король · f4 чёрный король · g3 белая ладья · c2 чёрная пешка · b1 чёрная ладья · e1 белый слон | d8 белый король · f4 чёрный король · g3 белая ладья · c2 чёрная пешка · b1 чёрная ладья · e1 белый слон | d8 белый король · f4 чёрный король · g3 белая ладья · c2 чёрная пешка · b1 чёрная ладья · e1 белый слон | d8 белый король · f4 чёрный король · g3 белая ладья · c2 чёрная пешка · b1 чёрная ладья · e1 белый слон | d8 белый король · f4 чёрный король · g3 белая ладья · c2 чёрная пешка · b1 чёрная ладья · e1 белый слон | d8 белый король · f4 чёрный король · g3 белая ладья · c2 чёрная пешка · b1 чёрная ладья · e1 белый слон | 3 |
| 2 | d8 белый король · f4 чёрный король · g3 белая ладья · c2 чёрная пешка · b1 чёрная ладья · e1 белый слон | d8 белый король · f4 чёрный король · g3 белая ладья · c2 чёрная пешка · b1 чёрная ладья · e1 белый слон | d8 белый король · f4 чёрный король · g3 белая ладья · c2 чёрная пешка · b1 чёрная ладья · e1 белый слон | d8 белый король · f4 чёрный король · g3 белая ладья · c2 чёрная пешка · b1 чёрная ладья · e1 белый слон | d8 белый король · f4 чёрный король · g3 белая ладья · c2 чёрная пешка · b1 чёрная ладья · e1 белый слон | d8 белый король · f4 чёрный король · g3 белая ладья · c2 чёрная пешка · b1 чёрная ладья · e1 белый слон | d8 белый король · f4 чёрный король · g3 белая ладья · c2 чёрная пешка · b1 чёрная ладья · e1 белый слон | d8 белый король · f4 чёрный король · g3 белая ладья · c2 чёрная пешка · b1 чёрная ладья · e1 белый слон | 2 |
| 1 | d8 белый король · f4 чёрный король · g3 белая ладья · c2 чёрная пешка · b1 чёрная ладья · e1 белый слон | d8 белый король · f4 чёрный король · g3 белая ладья · c2 чёрная пешка · b1 чёрная ладья · e1 белый слон | d8 белый король · f4 чёрный король · g3 белая ладья · c2 чёрная пешка · b1 чёрная ладья · e1 белый слон | d8 белый король · f4 чёрный король · g3 белая ладья · c2 чёрная пешка · b1 чёрная ладья · e1 белый слон | d8 белый король · f4 чёрный король · g3 белая ладья · c2 чёрная пешка · b1 чёрная ладья · e1 белый слон | d8 белый король · f4 чёрный король · g3 белая ладья · c2 чёрная пешка · b1 чёрная ладья · e1 белый слон | d8 белый король · f4 чёрный король · g3 белая ладья · c2 чёрная пешка · b1 чёрная ладья · e1 белый слон | d8 белый король · f4 чёрный король · g3 белая ладья · c2 чёрная пешка · b1 чёрная ладья · e1 белый слон | 1 |
|   | a | b | c | d | e | f | g | h |   |

Решение.

1. Лc3 Лd1+

2. Крc8! (только сюда, см. 5-й ход белых) c1Ф

Чёрные собираются после 3. Л:c1 взять с шахом ладью, а затем и слона.

3. Сg3+!! (промежуточный шах) Крg4

4. Л:c1 Л:c1+

5. Сc7, и ничья